# Dvůr Semtín
Dvůr Semtín je samota, část obce Olbramovice v okrese Benešov, tvořená areálem Čapí hnízdo. Nachází se asi 2 km na severovýchod od Olbramovic. V roce 2009 zde byly evidovány dvě adresy. Dvůr Semtín leží v katastrálním území Tomice u Votic o výměře 5,73 km².

## Historie
První písemná zmínka o vesnici pochází z roku 1383.